# Корень веры (книга)

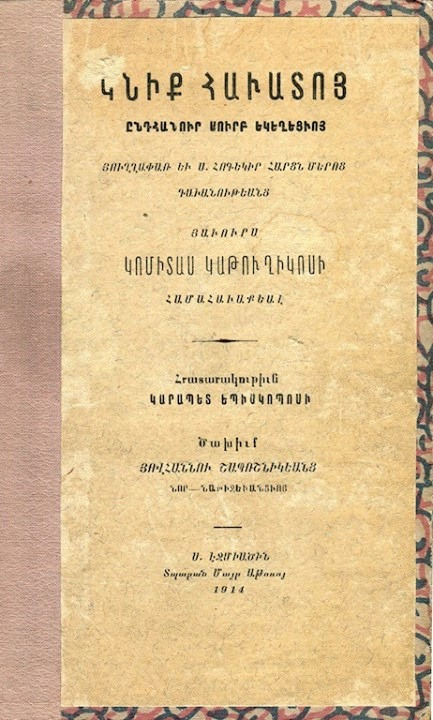
«Завет веры» Иоанна Майрагомеци. Издание 1914 года, Эчмиадзин.

Корень веры (арм. Արմատ հավատո, Армат авато, или арм. Հավատարմատ, Аватармат) — средневековое армянское собрание церковно-полемических сочинений, направленное против халкидонизма. Существуют три основые редакции — Иоанна Майрагомеци (Майраванеци), Анании Нарекаци и Вардана Айгекци.

## Редакции
Первый сборник анти-халкидонских сочинений составил Иоанн Майрагомеци во время правления католикоса Комитаса Ахцеци (613—628). Это сочинение сейчас известно под названием «Печать веры» (арм. «Կնիք հավատո»), однако согласно Степаносу Таронаци и Вардану Аревелци книга изначально называлась «Корень веры» (Аватармат). Труд Майрагомеци был направлен против Византийской церкви.
Вторую редакцию «Корня веры» (Аватармат) составил автор X века Анания Нарекаци. Об этом сочинении говорится у историка Ухтанеса. Анания Нарекаци написал его для католикоса Хачика Аршаруни (973—992). Труд до нас не дошёл, однако отрывки его сохранились в сочинении «Слово против диофизитов» Анании Санахнеци (XI век).
Третья и наиболее известная книга «Корень веры» (Армат авато) принадлежит перу Вардана Айгекци. Это сочинение, написанное в 1205 году, сыграло важнейшую роль в сохранении единства армянской церкви и снижении влияния Римской Католической Церкви в Киликийской Армении. При этом «Корень веры», являющийся по существу апологией Армянской Церкви, не содержит резких выпадов против других конфессий. Востребованность книги среди армянского духовенства и при дворе киликийского царя была столь велика, что Вардан Айгекци изготовил 12 её списков, советуя всем читателям поступать так же. Эффект был настолько ощутим, что в представленном Римскому Папе Бенедикту XII-му списке о "117 заблуждениях Армянской церкви" «Корень веры» считается "особо опасной книгой" и подвергается резкой критике, а во второй половине XIII века армянами-халкидонитами, с целью создания путаницы и смягчения воздействия книги, был написан и распространён одноимённый труд, поддерживающий диофизитскую идеологию. «Корень веры» Вардана Айгекци дошел до нас в различных вариантах, длинных и сокращенных редакциях (лучшие редакции это рукописи № 2080 и № 3295 Матенадарана). Наиболее близкая к оригиналу редакция состоит из 16 глав, причём первые две по сути являются введением, где пишется о причинах и целях написания книги. В книге содержатся некоторые сообщения о дохристианских армянских верованиях, а также авторские поэмы Вардана Айгекци.